# Конституция Народной Республики Болгария (1971)
Конститу́ция Наро́дной Респу́блики Болга́рия (болг. Конституция на Народна Република България) — основной закон Народной Республики Болгария, принятый Народным собранием 18 мая 1971 года. Новая конституция должна была разрешить все идеологические коллизии прошлой. Конституция 1971 года идеологизировала всю общественную жизнь с целью «построения социалистического общества». Вследствие несоответствия с начавшейся в конце XX века демократизацией болгарского общества и революции 1989 года в 1991 году конституция была отменена и заменена действующей.

## История
Конституция 1971 года была принята Народным собранием Болгарии 18 мая 1971 года в качестве замены конституции 1947 года ввиду коллизий между текстом последней и фактической работой партийно-государственного аппарата. В условиях начавшейся в конце XX века демократизации болгарского общества конституция 1971 года фактически стала нефункциональной (вместе со всей партийно-номенклатурной системой) и в 1991 году была отменена вследствие успешной революции 1989 года.

## Содержание
Вместо описания взаимоотношений государства и общества в конституции 1971 года преобладают партийные лозунги и пожелания. Основной функцией конституции стала идеологизация духовной и социально-экономической сфер общества на основе построения социализма. Данные идеологические положения сформулированы в преамбуле конституции, большая длина которой нехарактерна для традиций болгарского конституционного права. В основном законе присутствует и советская идеология, описанная в статьях 1, 4—5, 11, 38—39, 45 и 125.
Конституция декларировала и народный суверенитет, и гражданские свободы, однако суверенитет был ограничен, а свободы не были гарантированы. При этом, она вводила статьи о молодёжи и социальных гарантиях, а также расширяла ряд социально-экономических прав граждан, таких как право на бесплатное образование, право на медицинскую помощь, право на неприкосновенность жилища, право на отдых и право на труд. Экономическая система страны была провозглашена частью мировой социалистической собственности; государственная собственность объявлялась всенародной высшей формой собственности, частная собственность была заменена на личную, личная хозяйственная инициатива была ограничена мелкими средствами производства и только при использовании труда членов семьи. Фактически новая конституция законодательно закрепляла государственную монополию на всю экономику страны, включая банковскую систему, информацию, природные богатства, промышленность, средства сообщения и энергетику.
Высшим государственным органом был провозглашён Совет министров Болгарии, при этом не было указано точное количество министерств. Однако так как Совет министров был подчинён Народному собранию, то высшим органом в стране фактически стал Государственный совет Народной Республики Болгария, во главе которого стоял Первый секретарь Центрального комитета Болгарской коммунистической партии Тодор Живков. Таким образом, в стране произошёл полный отказ от принципа разделения властей.